# Bata (gmina)
Bata – gmina w Rumunii, w okręgu Arad. Obejmuje miejscowości Bacău de Mijloc, Bata, Bulci i Țela. W 2011 roku liczyła 1088 mieszkańców.